# Rudolf Biebl
Rudolf Biebl (* 6. April 1820 in Salzburg, Österreich; † 19. April 1895 ebenda) war Abgeordneter zum Salzburger Landtag und Bürgermeister der damaligen Kronlandes-Hauptstadt Salzburg.

## Leben
Mit 29 Jahren war er selbständiger Handelsmann und besaß im Hause Rathausplatz 2 die Schnittwarenhandlung Wegschaider & Biebl. 1858 war er erstmals im Salzburger Gemeinderat tätig. Von 1858 bis 1860 und 1874/75 war er Präsident der Salzburger Handels- und Gewerbekammer. Dem Salzburger Landtag gehörte er von 1861 bis 1870 und ein zweites Mal von 1879 bis 1890 an.

### Sein Wirken als Bürgermeister
Von 1875 bis 1885 bekleidete er das Amt des Bürgermeisters der Kronlandes-Hauptstadt Salzburg. Bereits unter seinem Vorgänger Dr. Harrer galt er als Finanzfachmann in der Gemeinde. Trotz des Baues der Fürstenbrunner Wasserleitung, der die Stadt in große finanzielle Schwierigkeiten brachte, konnte sich das Gemeinwesen unter Biebl schnell wieder erholen. Auch der Börsenkrach nach der Wiener Weltausstellung im Jahr 1873 verschonte die Stadt Salzburg nicht. Biebl brachte es jedoch zustande, dass dennoch viele wichtige Vorhaben realisiert wurden. Weitsicht bewies er mit der Regulierung und Anlage des Giselakais, die der Stadtgemeinde nach dem Verkauf der dadurch gewonnenen Baugründe einen Gewinn von mehr als 120.000 Gulden einbrachte. Seine Zeitgenossen bezeichneten ihn als einen glühenden Anhänger freiheitlicher Prinzipien, der aber auch allzeit von echter Religiosität erfüllt. war.
In seine Amtszeit fiel die Eröffnung der Aerarischen Hauptbrücke (heutige Staatsbrücke) am 10. Mai 1877, die Zusammenkunft des österreich-ungarischen Außenministers Graf Gyula Andrássy mit dem deutschen Reichskanzler Fürst Otto von Bismarck im Hotel de l´Europe (19. September 1877), die Eröffnung des Salzburger Kommunalfriedhofes in der Gemeinde Morzg (2. Jänner 1879), die Einweihung des neu erbauten Franz-Karl-Gehsteges (heutiger Müllner Steg) am 2. Jänner 1879 und die Umbenennung des Ballhausplatzes in Markartplatz (15. September 1879).
1881 erfolgte die Errichtung der ersten Kinderkrippe an der Neutorstraße in der Riedenburg, am 2. Februar 1884 die Eröffnung der neuen Karolinenbrücke (heutige Nonntaler Brücke), der Baubeginn der Trambahnstrecke bis zur Landesgrenze am Hangenden Stein (13. Juli 1884) sowie am 1. August 1885 die Eröffnung des Salzburger Künstlerhauses.
| Vorgänger    | Amt                                  | Nachfolger      |
| ------------ | ------------------------------------ | --------------- |
| Ignaz Harrer | Bürgermeister von Salzburg 1875–1885 | Leopold Scheibl |

## Ehrungen und Ableben
Rudolf Biebl war Träger der kgl. Bayerischen Verdienst-Medaille (1870/71), Ritter des Ordens der Eisernen Krone III. Klasse und Commandeur des Belgischen Leopold-Ordens.
Am 13. Jänner 1879 wurde er „für sein vieljähriges und verdienstvolles Wirken als Mitglied des Landtages, Gemeinderathes und der Handelskammer ... sowie seine besonders hervorragenden Verdienste um die Stadt Salzburg ... als Bürgermeister“ zum 32. Ehrenbürger von Salzburg ernannt. Nach seinem Ableben fand er seine letzte Ruhestätte in der Familiengruft am Salzburger Kommunalfriedhof in Morzg.
Eine weitere Ehre wurde ihm 1909 posthum mit der Benennung der Rudolf-Biebl-Straße zuteil. Diese verbindet als Fortsetzung der Aiglhofstraße zur Ignaz-Harrer-Straße die Stadtteile Maxglan und Lehen.